# Calobatella petronella
Calobatella petronella är en tvåvingeart som först beskrevs av Carl von Linné 1758.  Calobatella petronella ingår i släktet Calobatella och familjen skridflugor. Inga underarter finns listade i Catalogue of Life.